# Anopheles veruslanei
Anopheles veruslanei är en tvåvingeart som beskrevs av Vargas 1979. Anopheles veruslanei ingår i släktet Anopheles och familjen stickmyggor. Inga underarter finns listade i Catalogue of Life.